# كيليان كونواي
كيليان إليزابيث كونواي (بالإنجليزية: Kellyanne Conway)‏، ولدت في 20 يناير 1967، هي سياسية أمريكية تنتمي للحزب الجمهوري، تشغل حاليا منصب مستشارة الرئيس الأمريكي دونالد ترامب. حيث كانت مديرة حملته الانتخابية منذ أغسطس 2016 وإلى إنتخابه، كونواي هي أول امرأة تدير حملة مرشح جمهوري وأول امرأة تدير حملة الرئيس الفائز في تاريخ الانتخابات الأمريكية. اشغلت سابقاً إدارة حملات انتخابية للجمهوريين، وعملت كسيدة أعمال.

## خلفية شخصية ومهنية
ولدت كونوي في عائلة كاثوليكية في كامدن في ولاية نيوجيرسي، لأب من اصول أيرلندية وأم من اصول إيطالية، نشأت إلى جانب والدتها بعد ان انفصل والديها بجيل مبكرة. درست العلوم السياسية في جامعة واشنطن، والقانون في جامعة جورج واشنطن.
بدأت حياتها المهنية بالعمل في استطلاعات الرأي، واسست شركة عاملة في مجال استطلاعات السوق الاستهلاكية عام 1995، فيما بعد بدات بالعمل في الاستشارة السياسية وتنظيم الحملات الانتخابية، وبدأت بالظهور الاعلامي في الشبكات الاخبارية كمحللة سياسية.
كونوي متزوجة من جورج وام لاربع أطفال.

## الانتخابات الأمريكية 2016
تنتمي كونوي للحزب الجمهوري، وفي الانتخابات التمهيدية للحزب الجمهوري عام 2016 دعمت المرشح تيد كروز، وخلال تلك الحملة وجهت انتقادات لاذعة لدونالد ترامب، معتبرة إياه «متطرفاً» ولا يمكن اعتباره مؤمناً بقيم التيار المحافظ.
وبعد انسحاب كروز من سباق الترشح الانتخابي عينت كمستشارة لجذب اصوات النساء في حملة دونالد ترامب، وفي أغسطس 2016 وبعد استقالة مديرين لحملته واحد تلو الآخر، اختارها ترامب لتقود حملتة الانتخابية، وبهذا تكون أول امرأة تتولى المنصب في تاريخ الحزب الجمهوري، وبفوزه أصبحت أول امراة تدير حملة انتخابية رئاسية للرئيس المنتخب في تاريخ الولايات المتحدة.
اشتهرت كونوي على الصعيد العالمي خلال الانتخابات الأمريكية 2016، بعد ظهورها المتكرر في مقابلة تلو الأخرى للتعليق بأسلوبها الخاص على القضايا والضجة المتعلقة بالمرشح ترامب، لا سيما تورطه بفضائح ذات طابع جنسي، وغيرها، حيث تميزت بتحويل الاتهامات إلى المرشحة الخصم هيلاري كلينتون والبراعة في التهرب من الاسئلة، وبتحويل النظرة إلى افعال الرئيس المثيرة للجدل لتبدو عادية.
في اعقاب الانتخابات ونجاح ترامب تم تعيينها في ديسمبر 2016 كمستشارة للرئيس الأمريكي في البيت الابيض.